# Parathelges racovitzai
Parathelges racovitzai is een pissebed uit de familie Bopyridae. De wetenschappelijke naam van de soort is voor het eerst geldig gepubliceerd in 1940 door Codreanu.